# Fuchsia aquaviridis
Fuchsia aquaviridis är en dunörtsväxtart som beskrevs av Paul Edward Berry. Fuchsia aquaviridis ingår i släktet fuchsior, och familjen dunörtsväxter. Inga underarter finns listade i Catalogue of Life.